# Hakuna matata
Hakuna matata là một cụm từ tiếng Swahili có thể được dịch theo nghĩa đen là "không phải lo lắng." Ý nghĩa của nó cũng tương tự như cụm từ tiếng Anh "no problem" hoặc cụm từ tiếng Anh Úc "no worries", hay như "don't worry, be happy". Cụm từ này không phổ biến với người bản ngữ nói tiếng Swahili ở Tanzania - những người thích cụm từ "hamna shida" ở phía Bắc hay "hamna tabu" ở phía Nam. Cụm từ đã được phổ biến rộng rãi khi sử dụng trong phim Vua sư tử, vì vậy mà nó được nghe thấy thường xuyên tại khu nghỉ mát, khách sạn và những nơi khác hấp dẫn cho ngành công nghiệp du lịch. Thêm nữa, cụm từ được sử dụng phổ biến ở Zanzibar và Kenya.